# LI Festival del Huaso de Olmué
El LI Festival del Huaso de Olmué fue un certamen musical que se realizó entre el jueves 16 y el domingo 19 de enero de 2020 en el parque El Patagual, ubicado en Olmué, Chile.
Fue transmitido por el canal TVN y por su señal internacional TV Chile. Sus presentadores fueron Álvaro Escobar y Karen Doggenweiler. Fue la última versión antes de la pandemia de COVID-19. Sin embargo después de dos años sin su realización, se reanudó la versión N° 52 del Festival del Huaso de Olmué en el año 2023.

## Antecedentes
El lanzamiento del festival fue realizado el miércoles 2 de octubre de 2019 por los presentadores Karen Doggenweiler y Gino Costa junto al director ejecutivo de TVN, Francisco Guijón, y la alcaldesa de Olmué, Macarena Santelices.
Luego del inicio de las protestas que se desarrollaban desde octubre de 2019 en el país, que obligó a suspender eventos como la COP25, la cumbre de la APEC, y la final de la Copa Libertadores 2019, la realización del festival quedó en duda. Pero el certamen fue ratificado el viernes 15 de noviembre de 2019, en una reunión entre el productor ejecutivo de TVN, José Edwards, los concejales y el nuevo alcalde de Olmué, Jorge Jil.
Cristián Sánchez había sido confirmado desde un principio como presentador del evento junto a Karen Doggenweiler, pero Sánchez renunció a TVN el viernes 20 de diciembre de 2019, mismo día que la estación televisiva anunció que su reemplazo en Olmué sería Álvaro Escobar.

## Artistas

### Musicales
- Paloma San Basilio
- Morat
- Los Nocheros
- Garras de Amor
- Los Jaivas
- Álex Anwandter
- Mocedades
- 3x7 Veintiuna y Daniel Muñoz

### Humor
- Huaso Filomeno
- Pamela Leiva
- Ruperto y Rupertina
- Pato Pimienta
- Claudio Michaux

## Programación y desarrollo
|  | Obertura               |
|  | Artista musical        |
|  | Humor                  |
|  | Competencia folclórica |

### Día 1 - jueves 16 de enero
| N.º | Nombre                          | Género/Tipo                             | Lista de temas/Rutina |
| --- | ------------------------------- | --------------------------------------- | --- |
| O   | Ballet Folclórico de Chile      | Obertura                                | Ver listaMadre Tierra: 1. «Música instrumental de pueblos originarios» 2. «Música instrumental de contaminación» 3. «Hijos de la tierra» |
| 1   | Paloma San Basilio              | Cantante de balada romántica            | Ver lista 1. Cariño Mío 2. Beso a Beso... Dulcemente 3. Te Regalo Una Rosa 4. Medley Boleros 5. Juntos 6. Demasiado Herida 7. Luna de Miel 8. Libre 9. Nadie Como Tú 10. No Llores Por Mí, Argentina (Evita) 11. Gracias a la Vida (homenaje a Violeta Parra) |
| 2   | Huaso Filomeno                  | Humor                                   | Humor |
| 3   | Liliana y sus machotes          | Competencia folclórica (1.er grupo)     | «Soy una santa mujer» |
| 4   | Grupo Valparaíso                | Competencia folclórica (1.er grupo)     | «Por tu ausencia» |
| 5   | Sergio Veas y Los Cuatrovientos | Competencia folclórica (1.er grupo)     | «María querida» |
| 6   | Ginette Acevedo                 | Competencia folclórica (1.er grupo)     | «Doy las gracias simplemente» |
| 7   | Morat                           | Banda de folk-rock, pop latino y balada | Ver lista 1. Maldita Costumbre 2. Amor Con Hielo 3. Cuando Nadie Ve 4. Yo No Merezco Volver (con Cami) 5. A Donde Vamos 6. No Se Va 7. Como Te Atreves 8. Besos En Guerra                                                                                     |

### Día 2 - viernes 17 de enero
| N.º | Nombre                               | Género/Tipo                          | Lista de temas/Rutina |
| --- | ------------------------------------ | ------------------------------------ | --- |
| O   | Agrupación Alma Chilena              | Obertura                             | Ver listaHomenaje a la cueca: 1. «La última carta» 2. «Adiós Santiago querido» 3. «Regalarte mi cariño» |
| 1   | Los Nocheros                         | Grupo de folclore y balada romántica | Ver lista 1. Canto Nochero. 2. Sin Principio ni Final 3. En Suspenso 4. Muchos Más qué Piel 5. Déjame qué me vaya 6. Entre la tierra y el sol 7. Sol nocturno 8. Chacarera del Rancho 9. Jamás 10. Canción del Adiós 11. Roja Boca 12. No Saber de Ti 13. Vuela Una Lágrima 14. Materia Pendiente 15. Humahuaqueño 16. Mamá, Mamá 17. La Yapa (Cover de Chaqueño Palavecino) 18. Te Vas |
| 2   | Pamela Leiva                         | Humor                                | Humor |
| 3   | Nacho Cerda y la 4x4                 | Competencia folclórica (2.do grupo)  | «La gringa» |
| 4   | Rodrigo Verdugo y Daniel Véliz       | Competencia folclórica (2.do grupo)  | «Como en corral ajeno» |
| 5   | Los Camperos del Maipo               | Competencia folclórica (2.do grupo)  | «Violeta» |
| 6   | Orlando Guerrero y los Santacruzanos | Competencia folclórica (2.do grupo)  | «Newen mapuche» |
| 7   | / Garras de Amor                     | Grupo de cumbia tropical             | Ver lista 1. Apasionados 2. No Dejes de Quererme 3. Mueve 4. Si No Es Amor 5. Yo Te Invito A Bailar 6. De Mi Te Vas A Enamorar 7. Amor Prohibido 8. Condéname 9. Caprichito 10. Báilalo |

### Día 3 - sábado 18 de enero
| N.º | Nombre                                 | Género/Tipo                                          | Lista de temas/Rutina |
| --- | -------------------------------------- | ---------------------------------------------------- | --- |
| O   | Santiago All Stars                     | Obertura                                             | Ver listaHomenaje a Héctor "Parquímetro" Briceño: 1. «La piragua» |
| 1   | Los Jaivas                             | Banda de rock psicodélico, rock progresivo y folclor | Ver lista 1. Pregón para iluminarse 2. Arauco tiene una pena 3. Indio hermano 4. Amor americano 5. Mamalluca 6. Guajira cósmica 7. La conquistada 8. Mira niñita 9. Hijos de la tierra 10. Sube a nacer conmigo hermano 11. Todos juntos |
| 2   | Christian Henríquez (y sus personajes) | Humor                                                | Humor |
| 3   | Sergio Veas y Los Cuatrovientos        | Competencia folclórica (Semifinal)                   | «María querida» |
| 4   | Rodrigo Verdugo y Daniel Véliz         | Competencia folclórica (Semifinal)                   | «Como en corral ajeno» |
| 5   | Los Camperos del Maipo                 | Competencia folclórica (Semifinal)                   | «Violeta» |
| 6   | Nacho Cerda y la 4x4                   | Competencia folclórica (Semifinal)                   | «La gringa» |
| 7   | Álex Anwandter                         | Cantante de pop, electropop y rock alternativo       | Ver lista 1. Bailar y Llorar 2. Siempre Es Viernes en Mi Corazón 3. Cordillera 4. Tormenta 5. Paco Vampiro 6. Locura 7. Como Puedes Vivir Contigo Mismo 8. Amar en el Campo                                                              |

### Día 4 - domingo 19 de enero
| N.º | Nombre                          | Género/Tipo                                | Lista de temas/Rutina |
| --- | ------------------------------- | ------------------------------------------ | --- |
| 1   | Mocedades                       | Agrupación de folk, canción melódica y pop | Ver lista 1. El Vendedor 2. La Guerra Cruel 3. Tienes Un Amigo 4. Carretera del Sur 5. Loca 6. Tómame o Déjame 7. Quién te cantará 8. Eres Tú 9. Dónde Estás Corazón 10. Un Poco de Amor 11. Desde que tú te has ido 12. Secretaria 13. Amor de Hombre |
| 2   | Pato Pimienta                   | Humor                                      | Humor |
| 3   | Sergio Veas y Los Cuatrovientos | Competencia folclórica (Ganador)           | «María querida» |
| 4   | Claudio Michaux                 | Humor                                      | Humor |
| 5   | 3X7 Veintiuna y Daniel Muñoz    | Grupo de cueca brava y urbana              | Ver lista 1. 3x7 Veintiuna 2. Cueca Brava 3. El Pañuelo 4. Cantaron Toda La Noche 5. Hermoso Valparaíso 6. La Esquela 7. Mejillones 8. Anselma 9. Agarraste las maletas 10. Soy Mapuche 11. Pueblo Mapuche 12. Kiltro Chileno                          |

## Competencia
El ganador de la competencia folclórica del Festival del Huaso de Olmué se convierte en poseedor de un Guitarpín de Oro y un premio monetario.
| Título                        | Intérprete(s)                        | Lugar     |
| ----------------------------- | ------------------------------------ | --------- |
| "María querida"               | Sergio Veas y los cuatro vientos     | Ganador   |
| "La gringa"                   | Nacho Cerda y la 4x4                 | 2.° Lugar |
| "Como en corral ajeno"        | Rodrigo Verdugo y Daniel Véliz       | 3.° Lugar |
| "Violeta"                     | Los Camperos del Maipo               | 4.° Lugar |
| "Soy una santa mujer"         | Trebolar                             | Eliminado |
| "Doy las gracias simplemente" | Ginette Acevedo                      | Eliminado |
| "Por tu ausencia"             | Grupo Valparaíso                     | Eliminado |
| "Newen mapuche"               | Orlando Guerrero y los Santacruzanos | Eliminado |

### Jurado
- Fabiola González "La Chinganera"
- Carlos Necochea
- Loreto Álvarez
- Carmen Gloria Arroyo
- Carla Zunino

## Audiencia
Noche más vista.
     Noche menos vista.
| Noche | Día     | Fecha               | Horario       | Índice de audiencia | Puesto diario |
| ----- | ------- | ------------------- | ------------- | ------------------- | ------------- |
| 1     | Jueves  | 16 de enero de 2020 | 22:01 - 02:13 | 12,9                | Séptimo       |
| 2     | Viernes | 17 de enero de 2020 | 22:02 - 02:25 | 16,1                | Segundo       |
| 3     | Sábado  | 18 de enero de 2020 | 22:00 - 02:49 | 14,0                | Primero       |
| 4     | Domingo | 19 de enero de 2020 | 22:01 - 02:26 | 13,0                | Primero       |